# 栄光サンライズ
「栄光サンライズ」（えいこうサンライズ）は、2015年4月1日にポニーキャニオンより発売されたベイビーレイズJAPANの楽曲で、9枚目のシングル。

## 概要
前作から5か月ぶりとなる2015年第1弾シングル。
ベイビーレイズJAPAN名義での初シングルとなる。
夜明けBrand New Daysはフジテレビ「奇跡体験!アンビリバボー」 2015年４～6月期のエンディングテーマとなっている。

## 収録曲

### 初回生産限定盤A
CD
1. 栄光サンライズ
（作詞・作曲：玉屋2060％(Wienners)、編曲：堀江晶太）
2. 夜明けBrand New Days
（作詞・作曲・編曲：堀江晶太）
3. ノンフィクションストーリー
（作詞・作曲：内田旭彦(Qaijff)、編曲：Qaijff)）
4. 栄光サンライズ (Instrumental)
5. 夜明けBrand New Days (Instrumental)
6. ノンフィクションストーリー (Instrumental)

DVD
1. 「栄光サンライズ」 Music Video
2. 虎ノ門列伝 ～総集編　前編～
3. 「栄光サンライズ」 ジャケットメイキング

特典
1. オリジナル・トレーディングカード(タイプA)全5種より1種
2. 第二回「虎虎カルチョ」デジタル投票カード (入力期限/2015年6月19日)
3. 「ベイビーレイズJAPAN CUP」デジタル投票カード (入力期限/2015年6月19日)

### 初回生産限定盤B
CD
1. 栄光サンライズ
2. 夜明けBrand New Days
3. 世界はチャチャチャ![3:31]
（作詞：アツシ(ニューロティカ)、作曲：カタル(ニューロティカ)、編曲：ニューロティカ）
4. 栄光サンライズ (Instrumental)
5. 夜明けBrand New Days (Instrumental)
6. 世界はチャチャチャ! (Instrumental)

DVD
1. 「栄光サンライズ」 Music Video
2. 「栄光サンライズ」 Dance Ver.
3. 虎ノ門列伝 ～総集編　後編～
4. 「栄光サンライズ」 Music Video メイキング

特典
1. オリジナル・トレーディングカード(タイプB)全5種より1種
2. 第二回「虎虎カルチョ」デジタル投票カード (入力期限/2015年6月19日)
3. 「ベイビーレイズJAPAN CUP」デジタル投票カード (入力期限/2015年6月19日)

### 通常盤
CD
1. 栄光サンライズ
2. 夜明けBrand New Days
3. 栄光サンライズ (Instrumental)
4. 夜明けBrand New Days (Instrumental)